# Der Fremde (film, 1917)
Pour les articles homonymes, voir Der Fremde (homonymie).
Pour plus de détails, voir Fiche technique et Distribution.
Der Fremde, est un film mélodramatique muet allemand réalisé par Otto Rippert, sorti en 1917, avec Hella Moja dans le rôle principal.

## Synopsis
Inconnu.

## Fiche technique
- Réalisateur : Otto Rippert
- Date de sortie : 1917

## Distribution
- Hella Moja : Birgit Svendson
- Werner Krauss : Pan Hoang Amitaba
- Lupu Pick :
- Georg John : le moine tibétain
- Max Ruhbeck : Prof. Dahlquist
- Richard Bruno : Svend Svendson